# Западная Индия
Западная Индия (англ. West India) — регион Индии.

## Местоположение
В состав региона Западная Индия входят штаты Гоа, Гуджарат, Махараштра, союзная территория Дадра и Нагар-Хавели и Даман и Диу. Это штаты, сравнительно высокоразвитые в промышленном отношении, с большой долей городского населения.
Территория граничит с пустыней Тар на северо-Западе, горами Виндхья на севере и Аравийским морем на западе. Большая часть Западной Индии вместе с Южной Индией находится на Деканском плоскогорье.

## История
Часть штата Гуджарат была территорией цивилизации долины Инда.
Название «Гоа» пришло в европейские языки из Португалии, однако его точное происхождение остается неясным. Как сообщается, название получено от слова «goy» из языка конкани, что означает «участок высокой травы».